# Хоудејл (Охајо)
Хоудејл (енгл. Hopedale) град је у америчкој савезној држави Охајо.

## Демографија
По попису из 2010. године број становника је 950, што је 34 (-3,5%) становника мање него 2000. године.
| Група             | 2000.       | 2010.       |
| Белци             | 969 (98,5%) | 917 (96,5%) |
| Афроамериканци    | 6 (0,6%)    | 8 (0,8%)    |
| Азијати           | 0 (0,0%)    | 3 (0,3%)    |
| Хиспаноамериканци | 5 (0,5%)    | 5 (0,5%)    |
| Укупно            | 984         | 950         |